# Blaise de Vigenère
Blaise de Vigenère (ejtsd: blez dö vizsöner) (Saint-Pourçain-sur-Sioule, 1523. április 5. – Párizs, 1596. február 19.) francia diplomata és kriptográfus. A Vigenère-rejtjelet róla nevezték el, mivel a 19. században tévesen neki tulajdonították.

## Pályafutása
Vigenère 17 évesen állt diplomáciai szolgálatba, amit 30 éven keresztül folytatott, majd 1570-ben visszavonult. Öt évvel karrierje kezdetét követően, fiatal titkárként a wormsi birodalmi gyűlésre küldték. 24 évesen Nevers hercegének szolgálatába állt. 1549-ben (majd 1566-ban is) egy kétéves diplomáciai küldetés keretein belül Rómába látogatott. Mindkét útján megismerkedett különböző kriptográfiai könyvekkel és kriptográfusokkal is. Mikor 47 éves korában visszavonult, egyéves fizetését (1000 livre) a párizsi szegényeknek adományozta. Egy Marie Varé nevű hölggyel kötött házasságot.
Visszavonulását követően több mint 20 könyvet írt, köztük az alábbiakat:
- Traicte de Cometes
- Traicte de Chiffres (1585)
- Traicte du Fev et du Sel (1608)

A Traicte de Chiffres-ben egy általa kitalált autokulcs-rejtjelet mutatott be, amely az első  nem könnyen feltörhető rejtjel volt a hasonló kódok közül.
Vigenère 1596-ban nyelőcsőrákban hunyt el.